# Ronnie Wallwork
Ronnie Wallwork, all'anagrafe Ronald Wallwork (Newton Heath, 10 settembre 1977), è un ex calciatore inglese, di ruolo difensore.

## Carriera
Ha debuttato nel Manchester United nel 1997 dove ha giocato fino al 2002 (anche se la sua permanenza fra i Red Devils è stata intervallata da diverse esperienze in prestito in Premiership). Con la squadra di Alex Ferguson è sceso in campo per 19 volte in Premier League. Era in panchina in occasione della vittoria della Coppa Intercontinentale nel 1999. La stagione in cui fu impiegato con maggiore frequenza fu il 2000-2001, culminata nella vittoria del campionato da parte del Manchester Utd, quando Wallwork disputò 12 partite.
In seguito è stato acquistato dal West Bromwich Albion, rimanendovi per sei stagioni, anche se pure in questo caso fu prestato per tre volte nelle serie minori.
Nel 2008 ha militato nello Sheffield Wednesday.

## Palmarès

### Competizioni nazionali
- Campionato inglese: 1

Manchester United: 2000-2001

### Competizioni internazionali
- Coppa Intercontinentale: 1

Manchester United: 1999

### Competizioni giovanili
- FA Youth Cup: 1

Manchester United: 1994-1995